# Razsejani tintovec
Razsejani tintovec (znanstveno ime Coprinellus disseminatus) je gliva iz rodu tintovcev (Coprinellus).

## Značilnosti
Klobučki imajo v premeru od 0,5 do 1,5 cm. Sprva so jajčasti, nato zvonasti, pogosto z rahlo navzgor obrnjenimi robovi. V zrelosti se sploščijo. Mladi so bež barve, nato posivijo in od roba nekoliko počrnijo.
Lističi so prirasli na bet in so na začetku bele barve, z dozorevanjem trosov postanejo sivi in nato počrnijo . Ko so popolnoma zreli, se ne raztopijo v črnilno tekočino, kot je običajno pri številnih drugih črnivkarkah (Coprinaceae).
Beti so bele barve, tanki, votli in zelo krhki.

## Razširjenost in življenjski prostor
Razsejani tintovec, ki je pogost vsej Evropi in Severni Ameriki, je resnično svetovljanska goba, ki jo najdemo tudi v večini delov Azije ter v Južni Ameriki in Avstraliji. Raste v jeseni kot gniloživka v zelo velikih skupinah na štorih v gozdu.

## Mikroskopske značilnosti
Trosni prah je črno rjav. Trosi so elipsasti, gladki imajo kalilno poro in merijo 7–9,5 x 4–5 μm.

## Podobne vrste
- sludnati tintovec (Coprinellus micaceus) raste v večjih skupinah a ima bistveno večje klobučke.

## Uporabnost
Užitna, vendar je zaradi majhnosti neuporabna.
Raziskava ekstraktov iz razsejanih tintovcev je pokazala, da imajo antioksidativne lastnosti in delujejo zaviralno na rast celic človeškega raka dojke.

## Galerija slik
- Ilustracija
- Klobuk
- Trosi